# Alfred Hofstetter
Alfred Rudolf Albert Hofstetter (Gais, 18 september 1898 - Herisau, 9 april 1976), was een Zwitsers politicus.
Alfred Hofstetter volgde onderwijs aan de Kantonschool te Trogen en studeerde nadien rechten in Bern. Na de voltooiing van zijn studie was hij advocaat in de advocatenpraktijk van zijn vader in Gais.
Alfred Hofstetter was politiek actief voor de Vooruitstrevende Burgerpartij (FBP), sinds 1946 Vrijzinnig Democratische Partij van Appenzell Ausserrhoden (FDP A.Rh.) geheten. Dit was de kantonsafdeling van de federale Vrijzinnig Democratische Partij (FDP). Van 1932 tot 1940 was hij wethouder (Gemeinderat) te Gais en van 1937 tot 1940 burgemeester (Gemeindehauptmann) van die gemeente. Van 1940 tot 1951 was hij lid van de Regeringsraad van het kanton Appenzell Ausserrhoden. Hij beheerde het departement van Politie en Justitie. Van 1942 tot 1945 was hij Regierend Landammann (dat wil zeggen regeringsleider) van Appenzell Ausserrhoden.
Hij was medeoprichter van de Luftseilbahn-Wasserauen-Ebenalp. Hij was tot 1974 directeur van deze kabelbaanonderneming.
Alfred Hofstetter zat in diverse administratieve raden van ondernemingen: Nordostschweizerische Kraftwerker, St. Galler-Appenzeller Kraftwerke (1942-1957), J.G. Nef en Co. (vanaf 1954), Altstätten–Gais-Bahn (1939-1947; voorzitter), Elektische Stassenbahn St. Gallen-Gais-Altstätten (1956-1970) en Zwimerei Höhener (vanaf 1952).
Hij overleed op 77-jarige leeftijd.